# Flora Heilmann
Flora Heilmann (født 22. juni 1872 i København; død 30. juni 1944 i København var en dansk kunstmaler. 
Hun var datter kunstneren Oluf August Hermansen (1849-1897) og Marie Nicoline Mathilde Andersen. Efter brylluppet i 1896 med sognepræst Lorentz Peter Heilmann rejste de til Viðareiði på Færøerne, hvor hendes mand var præst fra 1896 til 1906, hvorefter hun boede indtil 1917 sammen med sin mand i præstegården på halvøen Helgenæs. Hun havde tidligere arbejdet med blomster- og frugtmalerier, og genoptog det først igen ved hjemkomsten fra Færøerne. Samme år blev hun undervist af Frederik Vermehren (1823-1910). 
Efter at have fået et stipendium fra Undervisningsministeriet til Færøerne for at male gamle Huse, rejste hun i begyndelsen af 1920erne igen til øerne, hvor hun indtil omkring 1930erne blandt andet malede 57 akvareller af gamle færøske huse, færøske kirker, gammelt færøsk husgeråd og smykker. Malerierne skænkede hun senere til Færøernes Nationalbibliotek i Tórshavn.
Flora Heilmann var veninde med journalisten og kunstmaleren Elizabeth Taylor (1856-1932), der i en kort periode opholdt sig i Viðareiði. Sammen havde de en ikke ubetydelig indflydelse på den begyndende færøske billedkunst. Sandsynligvis var det her, hvor Jógvan Waagstein (1879-1949) fik sine kunstneriske impulser.

## Ekstern henvisninger og kilde
- Flora Heilmann på Kunstindeks Danmark/Weilbachs Kunstnerleksikon
- www.artnet.com